# CP-Baureihe 5600
Die CP-Baureihe 5600 ist eine Bauart elektrischer Lokomotiven der staatlichen portugiesischen Eisenbahngesellschaft Comboios de Portugal (CP). Sie wird sowohl für den Güter- als auch für den schnellen Reiseverkehr eingesetzt. Die CP besitzt seit 1993 29, ursprünglich 30 Lokomotiven dieser Baureihe.

## Geschichte

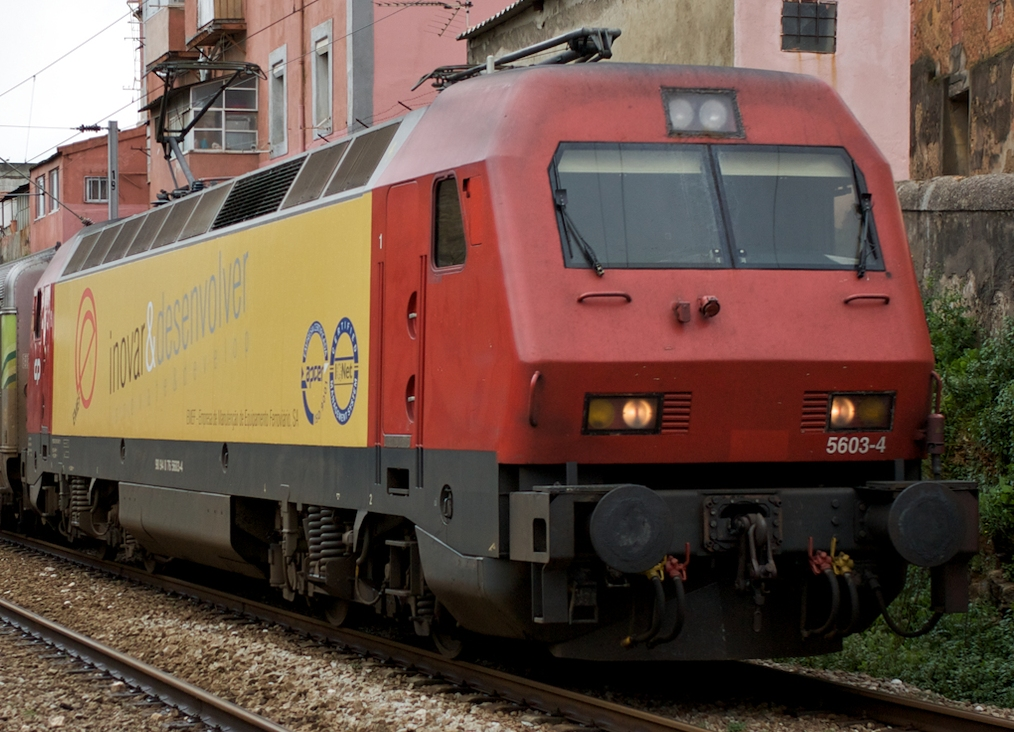
Lokomotive 5604 mit EMEF-Werbung bei Lissabon

Die Baureihe stellte Anfang der neunziger Jahre Teil eines Modernisierungsplans der damaligen Staatsbahn Caminhos de Ferro Portugueses (heute Comboios de Portugal) dar. Sie wurde von den spanischen Lokomotiven der Reihe 252 abgeleitet, die ebenso Teil der EuroSprinter-Typenreihe von Siemens Transportation Systems und Krauss-Maffei ist. Von Anfang an waren die Lokomotiven für den universellen Einsatz im portugiesischen Eisenbahnnetz gedacht – sowohl im Güterverkehr wie im schnellen Fernverkehr.
Die Produktion der Lokomotiven übernahm ein portugiesisch-deutsches Konsortium, bestehend aus den Unternehmen Siemens, Krauss-Maffei sowie der portugiesischen Sorefame, die als Lizenznehmer auftrat. Die Produktion wichtiger Teile fand in den damaligen Sorefame-Werken in Amadora statt. Der Vertrag zwischen dem Konsortium und der CP sah den Bau von 30 Einheiten mit der Auslieferung von einer Einheit pro Monat vor. Zusätzlich gab es eine Option für 18 weitere Lokomotiven.
Offiziell wurden die Baureihe 1993 mit dem ersten Exemplar (Nummer 5601) im Bahnhof Entroncamento vorgestellt. Im gleichen Jahr gingen auch weitere Lokomotiven der Baureihe in Betrieb, sodass die ersten Güterzüge zwischen Lissabon und Porto mit diesen bespannt werden und im Laufe des Jahres 1993/94 die ersten Lokomotiven der Reihe 1900 abgestellt werden konnten. Bis 1995 wurden alle 30 Exemplare fertiggestellt, die Option auf 18 weitere Lokomotiven löste die CP nicht ein.
1993 errang die Lokomotive 5601 mit drei Corail-Wagen den derzeitigen portugiesischen Geschwindigkeitsrekord im regulären Fahrgasteinsatz mit 220 km/h zwischen den Bahnhöfen Espinho und Avance auf der Linha do Norte. Bis zur Einführung der Baureihe 4700 galten die Lokomotiven als die leistungsfähigsten der CP.
Mit der Einführung dieser Baureihe führten die Caminhos de Ferro Portugueses ein neues Farbschema mit den Farben Rot und Grau ein. Dieses sollte den traditionellen Anstrich der portugiesischen Lokomotiven in Orange und Weiß ablösen – wozu es jedoch letztendlich nicht kam. Die Lokomotiven der Reihe 5600 verkehren noch immer in den Ursprungsfarben, die der folgenden Baureihe 4700 wurden jedoch in den Farben Rot und Weiß in Dienst gestellt. Alle älteren Lokomotiven sind auch weiterhin in den Farben Orange und Weiß lackiert.
Die ersten vier Lokomotiven (5601, 5602, 5603 und 5604) ließ die CP im Jahr 1993 auf die Namen der portugiesischen Städte Entroncamento, Porto, Lisboa (Lissabon) und Aveiro taufen.
Im Juni 2002 wurde die Lokomotive 5624 bei einem Unfall schwer beschädigt, sodass sie verschrottet werden musste.

## Technische Daten

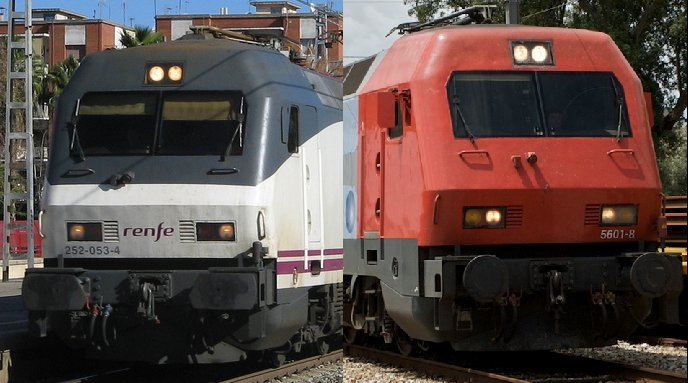
Vergleich zwischen der spanischen Baureihe 252 und der portugiesischen Baureihe 5600 – die Unterschiede sind minimal.

Die mechanische Konstruktion mit dem Wagenkasten in selbsttragender Stahlschweißkonstruktion entspricht den Renfe-Lokomotiven der Reihe 252. Die Kopfstücke sind mit Seitenpuffern und Schraubenkupplung ausgerüstet und für eine Umstellung auf selbsttätige Mittelpufferkupplungen vorbereitet.
Jeder Radsatz wird von einem Dreiphasenasynchronmotor mit einer Leistung von 1400 Kilowatt angetrieben. Die Fahrmotoren sind vollständig abgefedert in die Drehgestellrahmen eingebaut, die Kraftübertragung auf die Radsätze erfolgt über Gummigelenkhohlwellenantriebe. Die Drehgestellrahmen haben keine Kröpfung, dafür seitliche Balkone, auf denen sich die Sekundärfederung in Form von Flexicoil-Schraubenfedern abstützt. Die Radsätze werden in den Drehgestellrahmen durch Lemniskatenlenker geführt, die Primärfederung besteht ebenfalls aus Schraubenfedern. Beide Federstufen sind mit Schwingungsdämpfern ausgerüstet.
Der grundlegende Unterschied zu den Renfe-Lokomotiven besteht darin, dass die CP-Lokomotiven als Einsystemmaschinen für 25 kV Einphasenwechselspannung bei 50 Hz ausgeführt wurden. Die spanischen Lokomotiven sind Zweisystemfahrzeuge für 25 kV mit 50 Hz sowie 3 kV Gleichspannung, wobei die zur Bauzeit nur im Regelspurnetz erforderliche Wechselspannungsausrüstung nicht in allen Maschinen eingebaut wurde. Einige zweisystemfähige Lokomotiven wurden später zusätzlich für den Betrieb mit 1,5 kV ertüchtigt. Zudem läuft ein Teil der Renfe-Lokomotiven auf Regelspurdrehgestellen. Entsprechend differieren die Dienstmassen, während die der CP-Lokomotiven bei 87 Tonnen liegt, wiegen die reinen Gleichstromlokomotiven der Renfe 84 und die Zweisystemmaschinen 90 Tonnen. Ein technisch grundsätzlich möglicher grenzüberschreitender Einsatz zwischen Spanien und Portugal wurde von beiden Betreibern nicht vorgesehen, jedoch bestand noch 2020 keine elektrifizierte Verbindung zwischen beiden Netzen. Außerdem gibt es äußerlich sichtbare Unterschiede bei den Puffern mit markant abweichender Form der Pufferteller sowie bei der Dachverkleidung.
Die Maschinen erreichen eine Höchstgeschwindigkeit von 220 km/h, wobei die durchschnittliche Geschwindigkeit bei kontinuierlicher Leistung bei 70 km/h liegt. Die Anfahrzugkraft liegt bei 300 kN, bei Höchstgeschwindigkeit noch 90 kN und bei Durchschnittsgeschwindigkeit etwa 290 kN.

## Einsatz
Die Lokomotiven der Baureihe 5600 werden heute ausschließlich durch die beiden Unternehmensteile CP Longo Curso (Fernverkehr) und der privaten Medway - Transportes e Logística (Güterverkehr) eingesetzt. Sie verkehren hauptsächlich auf den beiden Haupteisenbahnstrecken Portugals Linha do Norte und Linha do Sul. Zudem wurden sie auf dem portugiesischen Abschnitt des Sud-Express zwischen Lissabon und Vilar Formoso eingesetzt.